# Little Boxes
Little Boxes est un standard folk écrit et composé par Malvina Reynolds en 1962. Cette chanson contestataire parodie le développement des banlieues et les valeurs bourgeoises de leurs habitants.
La chanson fut interprétée par un grand nombre de musiciens au fil des années dont Pete Seeger, Regina Spektor et The Womenfolk. D'autres musiciens ont également par la suite traduit ou réarrangé le morceau afin de lui apporter leur touche personnelle.

## Signification
La chanson fait référence au développement des banlieues d'après-guerre, relativement important aux États-Unis, mettant l'accent sur l'uniformité et la perte d'identité de ces maisons toutes similaires, construites sur les mêmes plans. En effet, tandis que la construction américaine s'étend de 1 à 1,25 million de maisons construites à l'année avant-guerre, on assiste à un bouleversement radical après guerre, sous l'impulsion de William Jaird Levitt, avec l'apparition de cette idée de "Logement de masse". D'abord réalisé à petite échelle dans les années 1920, il sera rapidement étendu afin de soulager la crise du logement provoquée par la guerre,.

Voici les paroles de la version originale entière, de Malvina Reynolds :

Little boxes on the hillside
Little boxes made of ticky tacky
Little boxes on the hillside
Little boxes all the same.
There's a pink one and a green one
And a blue one and a yellow one
And they're all made out of ticky tacky,
And they all look just the same.
And the people in the houses
All went to the university,
Where they were put in boxes,
And they came out all the same.
And there's doctors and lawyers
And business executives,
And they're all made out of ticky tacky
And they all look just the same.
And they all play on the golf course,
And drink their martinis dry,
And they all have pretty children,
And the children go to school.
And the children go to summer camp
And then to the university,
Where they are put in boxes
And they come out all the same.
And the boys go into business,
And marry and raise a family,
In boxes made of ticky tacky,
And they all look just the same.
There's a pink one and a green one
And a blue one and a yellow one
And they're all made out of ticky tacky
And they all look just the same.

## Histoire
Les paroles de Little Boxes font référence aux habitations de la banlieue de Daly City en Californie construites après-guerre par Henry Doelger, et particulièrement au district de Westlake. Nancy Reynolds, la fille de Malvina, raconte :
« Ma mère et mon père qui se trouvaient au Sud de San Francisco passèrent à Daly City qui donna alors l'idée de cette chanson à ma mère. Elle demanda alors à mon père de prendre la route et elle l'écrivit en chemin pour se rendre à sa réunion à La Honda où elle allait chanter pour le Friends Committee on Legislation. Quand le Time (ou peut-être bien Newsweek) voulut une photo d'elle désignant l'endroit, elle ne put plus retrouver les maisons en question car d'autres avaient été construites tout autour d'elles si bien que le coteau était totalement recouvert. »,.
Arrivée à sa réunion, moins de deux heures plus tard, Malvina avait déjà écrit sa chanson et composée la musique qui l'accompagnerait alors. Elle put donc présenter cette chanson ce jour-là.

## Reprises
La version de la chanson interprétée par les Womenfolk était l'une des chansons les plus courtes (1:03 minute) à se classer dans le Billboard Hot 100.
Une version française sort en 1966 sous le titre Petites boîtes interprétée par Graeme Allwrightqui y adjoint un couplet supplémentaire. Cette version sera reprise en 2003 par Kate & Anna Mcgarrigle sur leur album La vache qui pleure.
La première version espagnole de la chanson, nommée Cajitas (soit, littéralement, Petites boîtes) et parue pour la première fois en 1969, est l'œuvre du parolier espagnol Adolfo Celdrán.  Une autre version espagnole, Las Casitas del Barrio Alto verra également le jour en 1971. Traduite et composée par le parolier chilien Victor Jara, cette chanson dépeint de manière moqueuse le style de vie européen et bourgeois des résidents de Barrio Alto à Santiago du Chili.
De nombreuses autres reprises de cette chanson ont été faites notamment par Pete Seeger, The Shins, Regina Spektor, Rise Against, Linkin Park, Devendra Banhart, Man Man, The Submarines, Death Cab for Cutie, Rilo Kiley, The Decemberists et Phosphorescent, une bonne partie d'entre eux ayant repris cette chanson au service de la série télévisée américaine Weeds.
Le duo allemand mixte Hai & Topsy reprend également la chanson à deux voix sur son album Spätlese.
Olivia Ruiz reprend également la version anglaise de la chanson sur l'album À la récré des Weepers Circus, de même que Dick Annegarn sur Folk Talk.
En mars 2012, le groupe canadien Walk off the Earth reprend également la chanson dans une vidéo sur Youtube.

## Héritage
Le terme ticky-tacky utilisé dans la chanson, faisant directement référence à la proximité géographique des maisons de banlieue et à l'étouffement qui en découle, devint une véritable rengaine au cours des années 1960, attestant de la popularité de la chanson. L'actrice Rita Gam ira notamment jusqu'à utiliser cette rengaine à la mode plus d'une centaine de fois au cours d'un seul et même dîner. Des entrepreneurs immobiliers allaient même faire figurer à l'époque sur leurs brochures que les maisons qu'ils proposaient étaient « distinguées et non ticky-tacky ». Le terme « ticky-tacky boxes » est d'ailleurs toujours usité : on le retrouve notamment dans le roman Ecotopia d'Ernest Callenbach ainsi que dans la chanson The New Frontier du Planet P Project datant de 2008.
Un professeur de l'université de Miami dira même à propos de la chanson : « J'ai fait cours à mes classes sur la conformité bourgeoise pendant un semestre entier. Voilà une chanson qui dit tout en 1 minute 1/2 ». De la même façon, le chanteur Tom Lehrer ira pour sa part jusqu'à décrire Little Boxes comme « la chanson la plus moralisatrice jamais écrite ».

## DansWeeds
La chanson s'est vue donner un souffle et une popularité nouveaux en 2005 lorsqu'elle est choisie pour devenir l'indicatif musical de la série Weeds. La série se déroulant dans une banlieue cossue fictive, la chanson semble y trouver tout son sens.
Au cours de la saison 1, c'est la version première de la chanson, chantée par Malvina Reynolds en personne qui sert d'indicatif.
Lors des saisons 2 et 3, la chanson est chantée, dans une démarche artistique inédite, par une trentaine de chanteurs et groupes, connus et moins connus. La liste en est rapportée ci-dessous :
| Épisode              | Titre français                | Chanteur ou groupe                                        |
| -------------------- | ----------------------------- | --------------------------------------------------------- |
| Saison 2, Épisode 1  | Dîner en famille              | Elvis Costello                                            |
| Saison 2, Épisode 2  | Expo : Paradis                | Death Cab for Cutie                                       |
| Saison 2, Épisode 3  | Cours très particulier        | Engelbert Humperdinck                                     |
| Saison 2, Épisode 4  | Nancy au pays des embrouilles | Sœurs McGarrigle (en français)                            |
| Saison 2, Épisode 5  | Panique à bord                | Orchestre de musique classique dirigé par Charles Barnett |
| Saison 2, Épisode 6  | La rencontre                  | Aidan Hawken                                              |
| Saison 2, Épisode 7  | A voté                        | Ozomatli                                                  |
| Saison 2, Épisode 8  | L'inauguration                | The Submarines                                            |
| Saison 2, Épisode 9  | Stop ou encore ?              | Tim DeLaughter et The Polyphonic Spree                    |
| Saison 2, Épisode 10 | Surveillance                  | Regina Spektor                                            |
| Saison 2, Épisode 11 | Comme les tomates             | Jenny Lewis                                               |
| Saison 2, Épisode 12 | Pas aujourd'hui               | Malvina Reynolds                                          |

| Épisode              | Titre français              | Chanteur ou groupe                           |
| -------------------- | --------------------------- | -------------------------------------------- |
| Saison 3, Épisode 1  | Nage en eau trouble         | Randy Newman                                 |
| Saison 3, Épisode 2  | Infusion fatale             | Angelique Kidjo                              |
| Saison 3, Épisode 3  | La danse de la brique       | Kinky (en espagnol)                          |
| Saison 3, Épisode 4  | La route de la merde        | Donovan                                      |
| Saison 3, Épisode 5  | Bill Sussman                | Billy Bob Thornton                           |
| Saison 3, Épisode 6  | La sauterelle               | The Shins                                    |
| Saison 3, Épisode 7  | La dette                    | The Individuals                              |
| Saison 3, Épisode 8  | Elles prennent son pied     | Man Man                                      |
| Saison 3, Épisode 9  | Les égouts de la discorde   | Joan Baez                                    |
| Saison 3, Épisode 10 | Assurances comprises        | The Decemberists                             |
| Saison 3, Épisode 11 | Le maître qui chante        | Michael Franti                               |
| Saison 3, Épisode 12 | Le tunnel                   | Persephone's Bees                            |
| Saison 3, Épisode 13 | Tout nouveau, pas tout beau | Laurie Berkner Band                          |
| Saison 3, Épisode 14 | Gestion des risques         | Linkin Park                                  |
| Saison 3, Épisode 15 | C'est parti                 | Malvina Reynolds (début) / Pete Seeger (fin) |

À partir de la saison 4, l'intrigue ne se déroulant plus à Agrestic, devenue Majestic, l'indicatif musical disparait et la chanson Little Boxes ne fait plus dans la série que de rares apparitions pour faire référence au passé des personnages notamment. Elle réapparaît néanmoins dans le générique la saison conclusive, accompagnée de dessins au feutre retraçant le parcours de la famille Botwin depuis sa maison d'Agrestic, avec la version originale de Malvina Reynolds dans le premier épisode, et une interprétation de Ben Folds dans le deuxième.

## Autres références
La chanson est interprétée sur un programme satirique de la BBC nommé That Was The Week That Was le 13 avril 1964 chantée par Nancy Ames accompagnée alors par un film montage de Guy Fraumeni et Lou Myers dénonçant les nouvelles méthodes de constructions immobilières.
Cette chanson est également citée dans un sermon du pasteur Tony Campolo intitulé The Kingdom of Ticky-Tack dénonçant la perte des valeurs spirituelles.
La chanson est également interprétée par Keith Carradine dans le film The Californians en 2005.
Elle est aussi la signature musicale de la série comique Robin and Wendy's Wet Weekends diffusée sur BBC Radio 4 dans laquelle elle est interprétée par Kay Stonham, incarnant le rôle de Wendy Mayfield.
Un livre concernant le district de Westlake, lieu qui inspira Malvina pour l'écriture de la chanson, est nommé Little Boxes : The Architecture of a Classic Midcentury Suburb en hommage à la chanson.
Cette chanson est aussi utilisée par le journaliste italien Gianluca Nicoletti à l'ouverture de son show intitulé Melog et radiodiffusé chaque semaine sur Radio 24 depuis le 9 janvier 2006.